# ميروش
ميروش هي بلدية تقع في إقليم أرجيش في رومانيا.